# 犂頭石
犂頭石又稱犁頭石，原名坭頭石，是香港的一個客家李氏村落，與烏蛟騰同為客家李氏村落，儘管其位置接近慶春約三椏村且皆為同一鄉約。該村於乾隆廿年（公元1755年）自烏蛟騰分遷落擔。